# MINOS

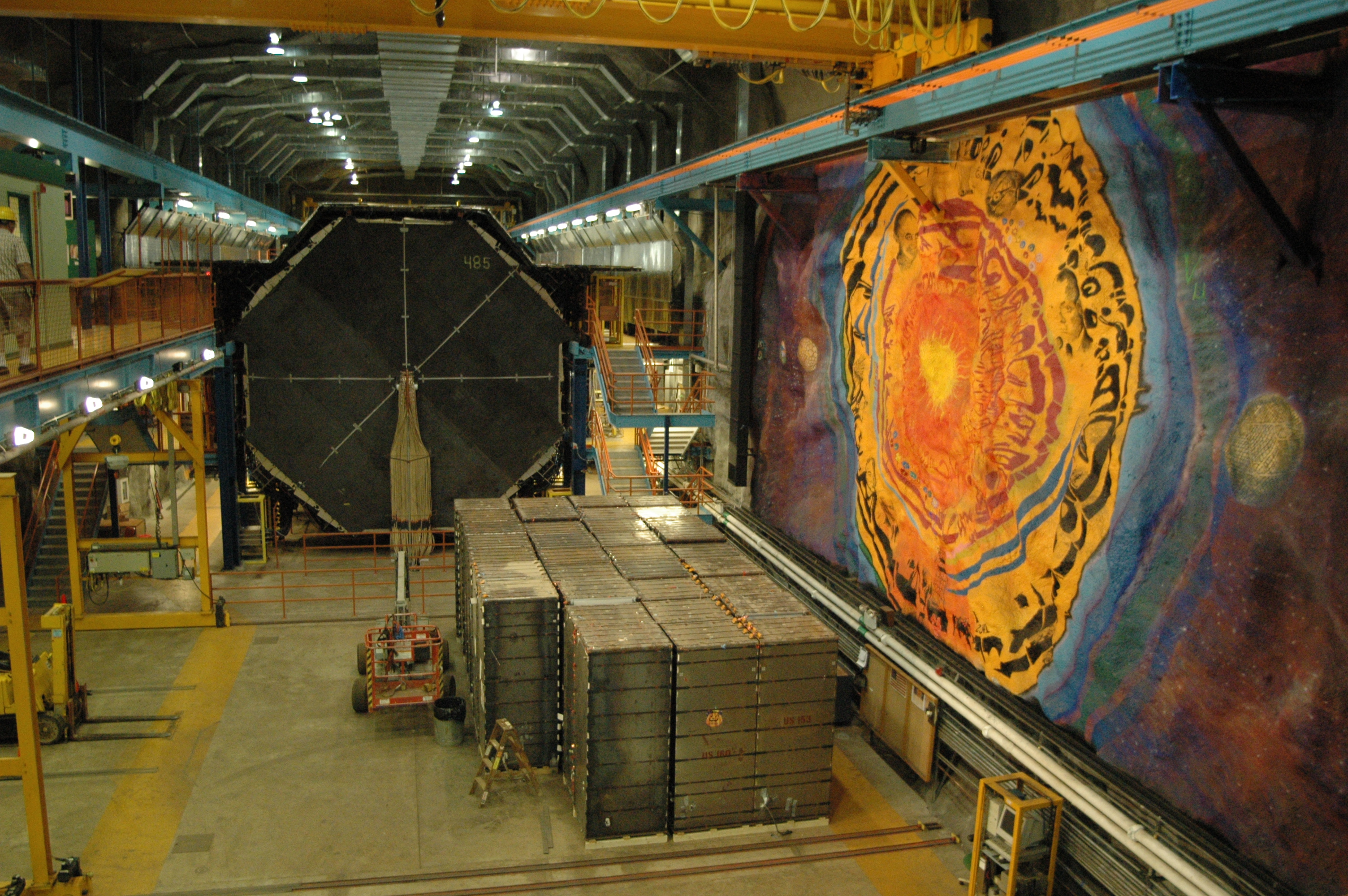
MINOS-Detektor im Soudan Underground Laboratory

MINOS (Akronym für Main Injector Neutrino Oscillation Search) war ein Neutrinoobservatorium für Myon-Neutrinos am Fermilab im US-Bundesstaat Illinois und dem mehrere hundert Kilometer davon entfernten Soudan Underground Laboratory in Minnesota. Es ging Anfang der 2000er Jahre in Betrieb und wurde 2016 eingestellt.

## Geschichte
Das MINOS-Experiment wurde Anfang der 1990er Jahre konzipiert. Als 1995 die Mittel für den Bau von MINOS bewilligt wurden, waren Neutrinooszillationen zwar bereits postuliert, und es gab experimentelle Hinweise auf ihre Existenz, aber sie waren noch nicht eindeutig nachgewiesen worden. Dies gelang erst am japanischen Neutrino-Observatorium Super-Kamiokande, und zwar im Jahr 1998, in dem auch mit dem Bau von MINOS begonnen wurde.
MINOS begann noch vor der Vollendung 2005, Daten zu liefern, zunächst von atmosphärischen Neutrinos, also solchen, die durch Kollisionen kosmischer Strahlung mit Molekülen in der oberen Erdatmosphäre entstehen. 2005 wurde dann eine dedizierte Neutrinoquelle am Fermilab in Betrieb genommen, die sogenannte NuMI-Beamline (Neutrinos at the Main Injector), deren gerichteter Neutrinostrahl fortan für MINOS verwendet wurde.
Nachdem 2013 unter dem Namen „MINOS+“ die zweite und letzte Phase des Experiments begonnen hatte, in der mit energiereicheren Neutrinos aus der NuMI-Quelle die bis dahin erfolgten Messungen erweitert wurden, endeten am 29. Juni 2016 die letzten Datennahmen des Experiments. Kurz darauf begann die Demontage des Detektors im Soudan-Labor. Der Detektor am Fermilab wurde zwischen Anfang 2020 und Sommer 2021 abgebaut.

## Aufbau des Experiments
MINOS sendete einen Strahl von Myonen-Neutrinos vom Fermilab zunächst durch einen dort befindlichen Detektor (Near Detector, ND) und anschließend in einen weiteren, im über 700 km entfernten Soudan Underground Laboratory befindlichen Detektor (Far Detector, FD). Registriert und ausgewertet wurden Zahl und Energie der Neutrino-Ereignisse in den beiden Detektoren.
NuMI erzeugt Neutrinos, indem Protonen auf ein Graphittarget geschossen werden, die u. a. Kaonen und Pionen (Mesonen) erzeugen. Diese wiederum zerfallen u. a. in Myonen, deren Zerfall letztlich die Neutrinos erzeugt. Die Ausrichtung des Strahls ist möglich durch die Ausrichtung der Bahnen der geladenen Mesonen in Magnetfeldern.
Die beiden Detektoren am Fermilab und in der Soudan-Mine waren Tracking-Kalorimeter, die aus abwechselnd angebrachten 2,54 cm dicken Stahlplatten und Szintillatorstreifen bestanden. Hierbei werden im FD 486 achteckige Stahlplatten mit einem Durchmesser von 8 m verwendet, sodass sich eine Detektormasse von 5400 t ergab.
Der ND brauchte wegen des größeren Neutrinoflusses nah an der Quelle nicht so groß zu sein, sodass dort lediglich 282 Platten verwendet mit einem Gesamtgewicht von 980 t verwendet wurden.
Die Stahlplatten waren magnetisiert, um über die Krümmungen der Teilchenbahnen den Impuls erzeugter Myonen messen zu können. Die durchschnittliche magnetische Flussdichte betrug dabei 1,28 T im ND bzw. 1,42 T im FD.
Nachgewiesen wurden die Neutrinos in den Detektoren durch Reaktionen mit geladenen Strömen,
{\displaystyle {\bar {\nu }}_{\mu }(\nu _{\mu })+N\rightarrow \mu ^{+}(\mu ^{-})+X},
wobei N ein Nukleon und X ein hadronischer Schauer ist. Durch die Messung der Energie dieses Schauers und die Impulsbestimmung der Myonen lassen sich Rückschlüsse auf die Neutrinoenergie ziehen.

## Physikalische Ziele
Ziel des Experiments war die Untersuchung der Neutrinooszillationen und die Bestimmung von Oszillationsparametern. Insbesondere sollten die Mischungswinkel und Differenzen der Massenquadrate genauer als bisher bestimmt werden. Außerdem stellte der Vergleich der Mischungswinkel von Neutrinos und Antineutrinos eine Möglichkeit dar, nach Physik jenseits des Standardmodells zu suchen. Sollte sich bei der Messung eine von Null verschiedene CP-verletzende Phase ergeben, so könnte dies eine Erklärungsgrundlage für die beobachtete Asymmetrie zwischen dem Vorkommen von Materie und Antimaterie sein.
Dieses Ziel erreicht man durch die Messung des Neutrino-Spektrums im ND, womit sich ein erwartetes Spektrum im FD berechnen lässt. Ein Vergleich der Messung dort mit der Erwartung erlaubt Rückschlüsse auf Eigenschaften der Neutrinos.